# Parallelia hebridesia
Parallelia hebridesia är en fjärilsart som beskrevs av Holloway 1979. Parallelia hebridesia ingår i släktet Parallelia och familjen nattflyn. Inga underarter finns listade i Catalogue of Life.